# 舍利寺
舍利寺（越南语：／）是越南胡志明市最大的佛寺，建於1956年，是越南南部的佛教中心。該寺位於胡志明市第三郡，佔地2500平方米。
1963年8月21日，南越天主教徒總統吳廷琰之弟吳廷瑈指示南越軍隊查抄並破壞寺院（查抄舍利寺），該寺在國外因而著稱。
1981年以前，該寺是越南佛教協會總部，且至1993年5月為止是該會的第二辦公室。

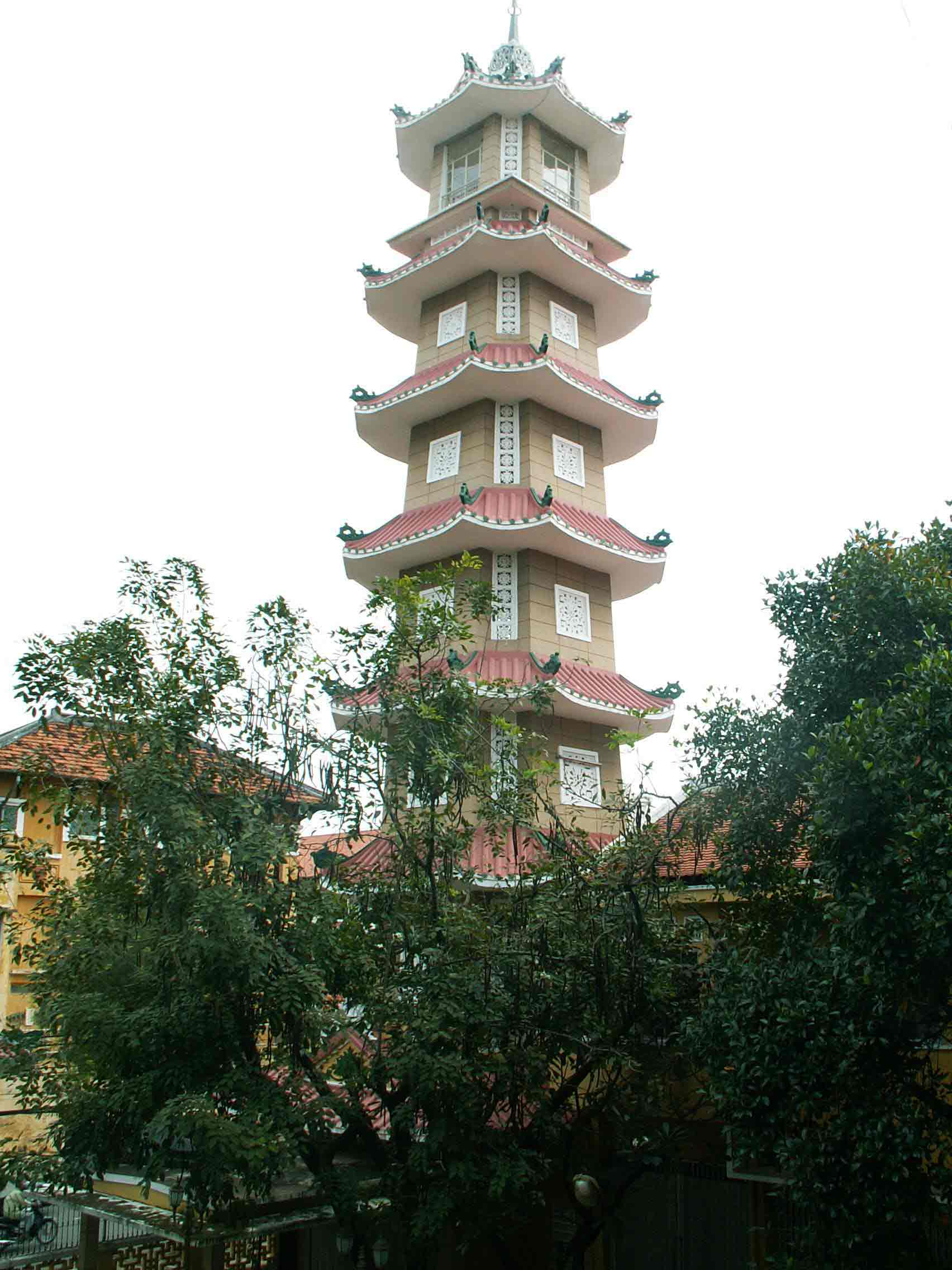
钟楼

該寺鐘樓建於1961年，高7層、32米，是越南最高的鐘樓，且在頂層有重達2噸的大鐘。